# ریش ستاری

آبراهام لینکلن با ریش ستاری در برخی کشورها این نوع ریش را لینکلنی می‌نامند

ریش ستاری یکی از روش‌های آرایش ریش است که در آن رو خط از ریش از کنار گونه‌ها موی سر را به قسمت ریش چانه و سبیل متصل می‌کند. در این شیوه داشتن ریش در چانه الزامی و داشتن سبیل اختیاری است.

## در ایران
نام مدل ریش ستاری از نام ستار خواننده ایرانی برگرفته شده است.
مکارم شیرازی در پاسخ به این استفتاء که آیا تراشیدن ریش به صورت ستاری مجاز است آن را فاقد اشکال می‌داند.
با این حال برخی افراد ریش ستاری را مورد انتقاد قرار می‌دهند از جمله محمدباقر شریعتی کسانی را که در کنار موی بیتلی و قیافه هیپی، ریش ستاری می‌گذارند را مورد انتقاد قرار داده است.